# Pierre Cardin
Pierre Cardin (n. 2 iulie 1922, Sant'Andrea di Barbarana⁠(d), San Biagio di Callalta, Veneto, Italia – d. 29 decembrie 2020, Neuilly-sur-Seine, Île-de-France, Franța) a fost un creator de modă și om de afaceri francez.

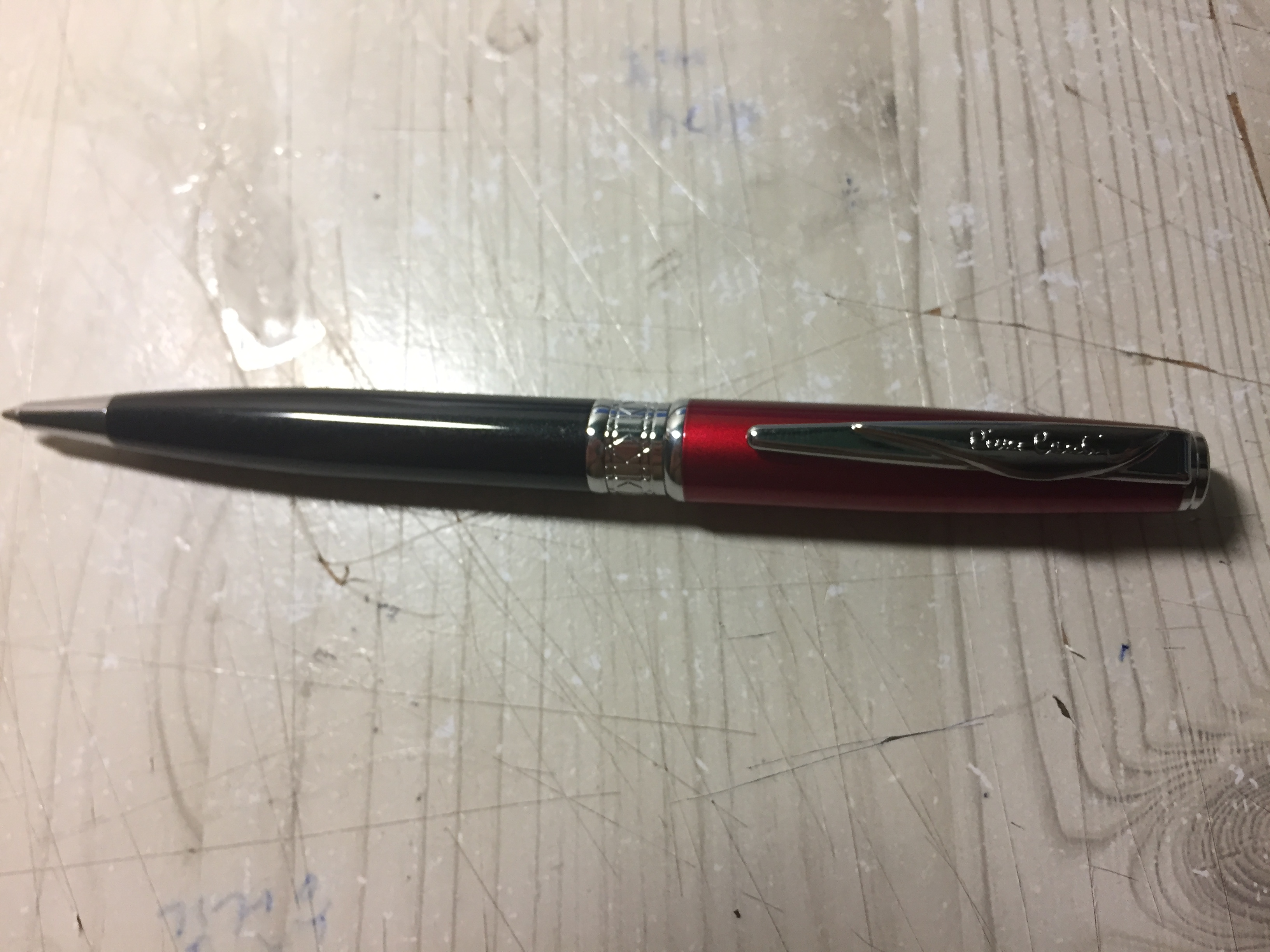
Pierre Cardin ball pens

## Biografie
S-a născut la data de 2 iulie 1922 în comuna San Biagio di Callalta de lângă Treviso (Italia). În anul 1945 s-a mutat la Paris. Aici a studiat arhitectura și a lucrat după război cu Jeanne Paquin. A continuat colaborarea cu Elsa Schiaparelli până când a ajuns șeful atelierului de creație al lui Christian Dior. Și-a fondat propria casă de modă în 1950. Cariera lui a luat avânt când a creat 30 de costume pentru „petrecerea secolului”, un bal mascat la Palazzo Labia în Veneția, la 3 septembrie 1951. A început să creeze „haute couture” în 1953.
Cardin este cunoscut pentru stilul lui avangardist și pentru designul "space age". El prefera formele și motivele geometrice, ignorând deseori formele feminine. El a avansat ideea de modă unisex, experimentând, deseori, dar nu întotdeauna cu succes. Pierre Cardin a creat „bubble dress” în anul 1954.
În 1981 Pierre Cardin a cumpărat restaurantul Maxim's din Paris și a înființat filiale ale acestuia în New York, Londra, Beijing și alte orașe. A deținut un întreg lanț de hoteluri și restaurante.